# Träkyrkor i Maramureș

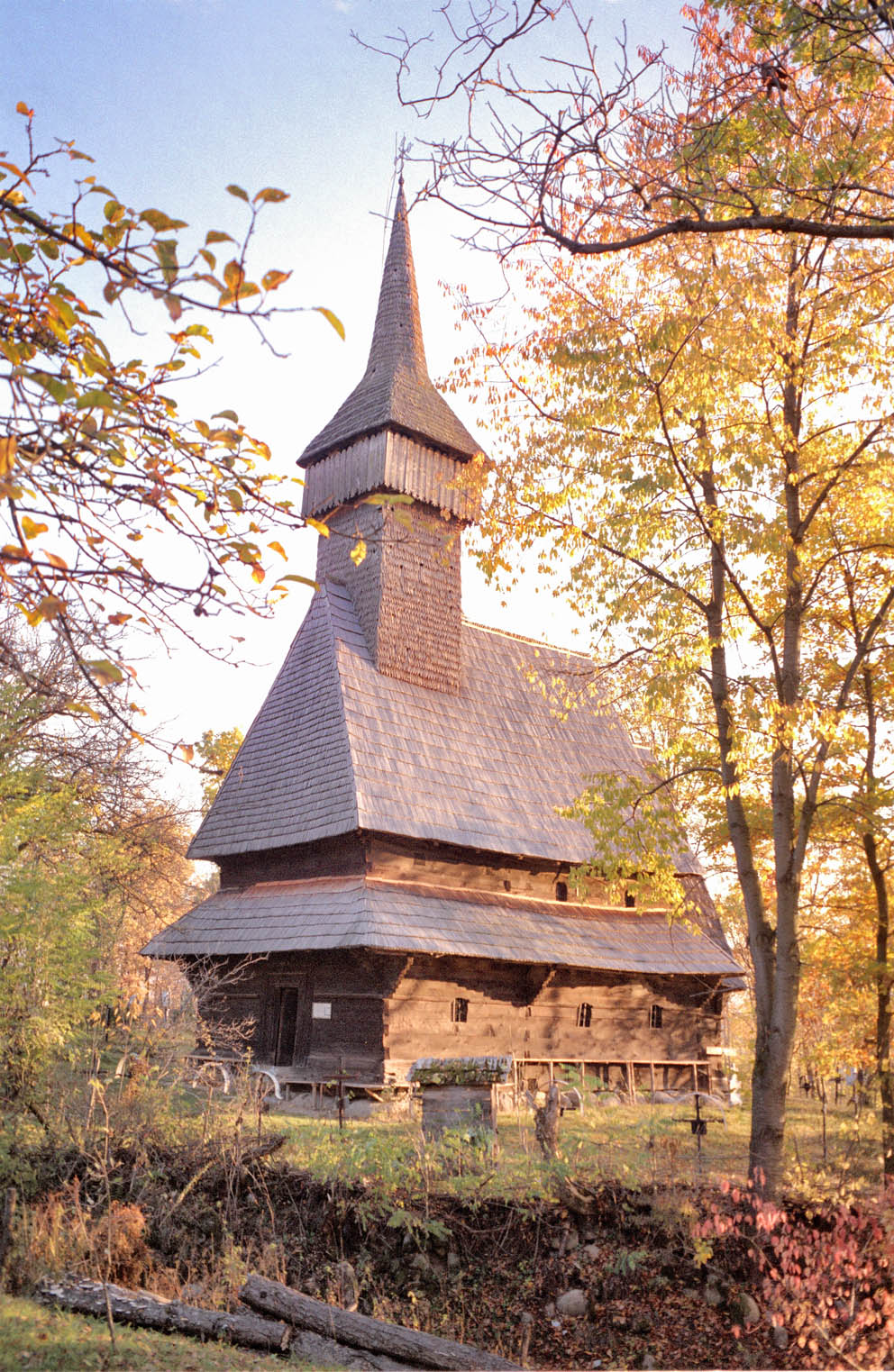
Sârbi Josani kyrka, träkyrka med dubbelt tak i Maramureș.

Regionen Maramureș har ett enastående kulturarv i trä, där i synnerhet kyrkobyggnaderna visar på en högt raffinerad teknisk kunskap som cirkulerade obehindrat från medeltiden och framåt över stora delar av den europeiska kontinenten. 
I de södra och centrala delarna av Maramureș finns idag 42 träkyrkor bevarade. De representerar cirka en tredjedel av de omkring 120 kyrkor som var i bruk i början av 1800-talet. Hälften av de bevarade träkyrkorna byggdes under 1600-talet och hälften under 1700-talet. Koret i Cornești kyrka och tornet i Breb kyrka har daterats till början av 1500-talet.